# نترس (فیلم ۲۰۱۰)
«نترس» (انگلیسی: Fearless) یا دبنگ یک فیلم سینمایی هندی در ژانر کمدی و اکشن به کارگردانی ابیناو کاشیاپ با بازی سلمان خان که در سال ۲۰۱۰ منتشر شد.
در سال ۲۰۱۲ دنباله این فیلم با نام نترس ۲ اکران شد.

## بازیگران
- سلمان خان
- سوناکشی سینها
- وینود خانا
- دیمپل کاپادیا
- انوپم کهیر
- ارباز خان
- اوم پوری
- ماهش مانجرکار

## داستان
چولبال پاندی (سلمان خان) یک پلیس وظفه شناس هست که به تازگی به همراه همسرش راجو پاندی، به شهری جدید در هندوستان (کانپور) منتقل می‌شوند و می‌خواهد در آنهجا زندگی خوبی را آغاز کند اما در این شهر اتفاقات ناگواری مانند قتل، ادم ربایی، تجاور و ... اتفاق می‌افتد. . .